# Thomas Duarte
Thomas Duarte (* 1967 in Bern als Thomas Meyer) ist ein Schweizer Schriftsteller.

## Leben
Thomas Duarte wurde 1967 in Bern geboren und wuchs in der Nähe von Basel auf. Er studierte an der Universität Basel Geschichte und Philosophie, brach sein Studium jedoch ab. Danach arbeitete er einige Jahre als Tramchauffeur in Basel und über zwanzig Jahre als kaufmännischer Angestellter und Sachbearbeiter in verschiedenen Bürojobs. Auf dem zweiten Bildungsweg erwarb sich Duarte einen Bachelor-Abschluss im Fach Kulturwissenschaften und studiert derzeit (Stand: Oktober 2021) in einem literaturwissenschaftlichen Masterstudiengang an der FernUniversität in Hagen.
Sein erster Roman Was der Fall ist, an dem er über zehn Jahre gearbeitet hat, ist von seinen Bürojahren inspiriert. Für das Manuskript erhielt er 2020 den Studer/Ganz-Preis für das beste unveröffentlichte deutschsprachige Debüt. Damit verbunden war die Publikation des Romans im Lenos Verlag. 2021 wurde der Roman für den Schweizer Buchpreis nominiert. Im deutschen ARD-Radiofestival wurde der Roman in fünf Sendungen vom 30. August bis 3. September 2021 vorgelesen. Sprecher war Marek Harloff.
Duarte wurde unter dem Namen Meyer geboren, nahm jedoch später den Nachnamen seiner Ehefrau an. Er ist Vater eines erwachsenen Sohnes aus einer späteren Beziehung und lebt in Bern.

## Werke
- Was der Fall ist. Roman. Lenos, Basel 2021, ISBN 978-3-03925-016-5.

## Auszeichnungen
- 2020: Studer/Ganz-Preis, für Was der Fall ist
- 2021: Nomination für den Schweizer Buchpreis, mit Was der Fall ist